# Ramiro Hernandes
Ramiro Hernandes (Córdoba, 19 novembre 2004) è un calciatore argentino, centrocampista del Belgrano.

## Carriera
Hernandes è cresciuto nel settore giovanile del Belgrano con cui ha firmato il primo contratto professionistico il 22 dicembre 2023. Ha debuttato in prima squadra il 19 agosto 2024 nell'incontro di Primera División perso 1-0 contro l'Huracán ed ha segnato il suo primo gol il 14 dicembre seguente nella trasferta persa 2-1 contro il Rosario Central.

## Statistiche

### Presenze e reti nei club
Statistiche aggiornate al 26 dicembre 2024.
| Stagione        | Squadra         | Campionato      | Campionato | Campionato | Coppe nazionali | Coppe nazionali | Coppe nazionali | Coppe continentali | Coppe continentali | Coppe continentali | Altre coppe | Altre coppe | Altre coppe | Totale | Totale | Totale |
| Stagione        | Squadra         | Comp            | Pres       | Reti       | Comp            | Pres            | Reti            | Comp               | Pres               | Reti               | Comp        | Pres        | Reti        | Pres   | Reti   |        |
| --------------- | --------------- | --------------- | ---------- | ---------- | --------------- | --------------- | --------------- | ------------------ | ------------------ | ------------------ | ----------- | ----------- | ----------- | ------ | ------ | ------ |
| 2024            | Belgrano        | PD              | 5          | 1          | CA+CdL          | 0               | 0               | CS                 | 0                  | 0                  |             | -           | -           | 5      | 1      |        |
| Totale carriera | Totale carriera | Totale carriera | 5          | 1          |                 | 0               | 0               |                    | 0                  | 0                  |             | -           | -           | 5      | 1      |        |